# Brzeźce (Mazovie)
Pour les articles homonymes, voir Brzeźce.
Brzeźce (prononciation : [ˈbʐɛɕt͡sɛ]) est un village polonais de la gmina de Białobrzegi dans le powiat de Białobrzegi de la voïvodie de Mazovie dans le centre-est de la Pologne.
Il se situe à environ 5 kilomètres au nord-est de Białobrzegi (siège de la gmina et du powiat) et à 61 kilomètres au sud de Varsovie (capitale de la Pologne).
Le village possède approximativement une population de 220 habitants.

## Histoire
De 1975 à 1998, le village appartenait administrativement à la voïvodie de Radom.